# Сузан Сајделман
Сузан Сајделман (енгл. Susan Seidelman) је америчка филмска редитељка.